# 庫特耶沃
庫特耶沃（Kutjevo）是克羅地亞的一座城市。位於斯拉沃尼亞地區。據2011年的人口普查，有人口6,168人。其中96%的人認為自己是克羅地亞人。

## 外部連結
- 官方网站

45°26′N 17°53′E / 45.433°N 17.883°E